# 선릉관리소
선릉관리소(宣陵管理所)는 사적 199호로 지정된 선릉을 보호·관리하기 위해 설립된 대한민국 문화재청 소속기관으로 선릉관리소장(6급)은 행정주사ㆍ임업주사 또는 시설주사로 보한다. 서울특별시 강남구 선릉로 100길 1에 위치하고 있다. 세계유산의 효율적인 관리를 위해 2012년 9월 12일 조선왕릉관리소 소속 지구관리소로 통합되면서 폐지되었다.

## 주요 업무
- 사적 제199호 선릉(제9대 성종, 계비 정현왕후 윤씨), 정릉(제11대 중종)의 문화재 보호
- 경내 수목 및 산림 보호 관리
- 고건물 및 시설물 관리
- 선릉 정릉 관람 관리
- 기타 일반 행정 사항

## 같이 보기
- 선릉